# 陳登武
陳登武（1964年—），南投縣竹山鎮人，歷史學者。曾任國立臺灣師範大學歷史學系主任、副教務長兼通識教育中心主任、文學院院長。現任國立臺灣師範大學歷史學系教授，主要從事隋唐史、魏晉南北朝史、中國法制史、影視史學。

## 簡歷
- 中國法制史學會理事長（2019.03～2023.03）
- 中國唐代學會常務理事（2019.01～2023.02）
- 日本明治大學校內短期訪問學者（2019.09）
- 德國明斯特大學漢學系訪問學人（2017.12～2018.02）
- 中國唐代學會理事長（2017.02～2019.02）
- 國立臺灣師範大學文學院院長（2014.08～2017.07）
- 國立臺灣師範大學副教務長、通識中心主任（2013.08～2014.07）
- 國立臺灣師範大學歷史系教授兼系主任（2010.08.01～2013.08.01）
- 國立臺灣師範大學歷史系教授（2010.02.01～至今）[1]
- 國立臺灣大學人文社會高等研究院 訪問學者（2011）
- 中國法制史學會秘書長（2007~2011）
- 中央研究院歷史語言研究所 訪問學人（2006）

## 著作
《從人間世到幽冥界》 (2006)
《歷史與人生》（2008）
《續修台北市志 卷八》(2017)
《地獄‧法律‧人間秩序－－中古中國宗教、社會與國家》(2017)
《影視史學與歷史教學》(主編/2023)

## 期刊及論文[2]
2015，從「音律」到「法律」——兼論荀子〈樂論〉與中國法思想的開展，法制史研究，27，pp1-31 THCI Core 陳登武
2014，「創新能力」與通識教育的活化教學，通識在線，50，pp18-19 其他 陳登武
2013，白居易〈百道判〉中的禮教思想，法制史研究，23，pp113-143 THCI Core 陳登武
2012，從地獄審判的書寫看唐代司法收賄現象，法制史研究，22，pp31-51 THCI Core 陳登武
2012，《續修台北市志．文化志》纂修計畫，臺北文獻，2012年3月號，pp237-282 其他 陳登武
2011，再論白居易「百道判」--以法律推理為中心，台灣師大歷史學報，45，pp41-72 THCI Core 陳登武
2011，從微觀的個人生命到鉅視的文明軌跡：談歷史教育與通識教育，通識在線，33 其他 陳登武
2009，從內律到王法：唐代僧人的法律規範，政大法學評論，111，pp1-79 TSSCI 陳登武
2009，影視教材在高中歷史教學的應用—以隋唐史教學為中心，歷史教育，14，pp233-264 其他 陳登武
2008，從《天聖‧醫疾令》看唐宋醫療照護與醫事法規—以“巡患制度”為中心，《唐研究》（北京），14，pp247-275 其他 陳登武
2008，評《天一閣藏明鈔本天聖令校證︰附唐令復原研究‧營繕令》，《唐研究》（北京），14 其他 陳登武
2008，評《天一閣藏明鈔本天聖令校證︰附唐令復原研究‧醫疾令》，《唐研究》（北京），14 其他 陳登武
2008，從張家山漢簡看漢代「保辜制度」--兼論「保辜」制度之歷史發展，簡牘學報，20，pp63--85 其他 陳登武
2007，從戴孚《廣異記》看唐代地獄審判的法制意義，法制史研究，12，pp1-39 其他 陳登武
陳登武、羅婷玉，2007，唐文宗朝真假國舅案的政治與法律課題，興大歷史學報，18，pp85-114 其他 陳登武
陳登武、于曉雯，2006，從北魏「費羊皮賣女案」說到中國古代的債務和人口買賣，法制史研究，9，pp1-41 其他 陳登武
2006，一場大屠殺與人民的記憶--以Atom Egoyan的電影〈A級控訴〉為中心，興大歷史學報，17，pp641-676 其他 陳登武
2006，唐代的獄政與監獄管理，興大人文學報，36（下），pp453-492 其他 陳登武
2005，論唐代交通事故處理的法律課題－－以「康失芬行車傷人案」為中心，興大人文學報，35 其他 陳登武
2004，從唐臨《冥報記》看唐代地獄審判，法制史研究，6，pp1-40 其他 陳登武
2004，唐代庶民侵害社會法益罪－－以強盜罪為中心，興大人文學報，34（下），pp673-727 其他 陳登武
2003，從敦煌變文看唐代訴訟制度－－以「鷰子賦」為中心，興大人文學報，33（下），pp699-752 其他 陳登武
2003，復讎新釋--從皇權的角度再論唐宋復讎個案，臺灣師大歷史學報，31，pp1-36 其他 陳登武
2003，魏晉南北朝家法與國法－－以《顏氏家訓》為中心，中台學報（人文社會卷），14，pp61-84 其他 陳登武
2003，論唐代特殊謀殺罪，興大歷史學報，14，pp13-34 其他 陳登武
2003，唐代司法制度與訴訟程序－－以「越訴」與「直訴」為中心，史學彙刊，18，pp61-101 其他 陳登武
2002，論唐代地獄審判的法制意義--以《佛說十王經》為中心，法制史研究，3，pp17-70 其他 陳登武
2002，唐代城隍爺信仰轉變的法制意義，臺灣宗教研究通訊，4，pp33-53 其他 陳登武
1999，唐宋審判制度中的「檢法」官 其他 陳登武